# Prostemmiulus mexicanus
Prostemmiulus mexicanus är en mångfotingart som beskrevs av Filippo Silvestri 1916. Prostemmiulus mexicanus ingår i släktet Prostemmiulus och familjen Stemmiulidae. Inga underarter finns listade i Catalogue of Life.